# Methwold
 (juillet 2023).
Methwold est une paroisse civile et un village du Norfolk, en Angleterre.